# ピジョンポイント灯台
ピジョンポイント灯台(Pigeon Point Light Station)はカリフォルニアの太平洋岸で船を案内するために1871年に建てられた灯台。アメリカ西海岸で最も高い灯台（ポイントアリーナ灯台と同順位）である。現在でも沿岸警備隊の航海を助けている。サンタクルーズとサンフランシスコの間、Pescaderoの5マイル (8 km)南にある沿岸道路（国道1号線）上にある。115-フート (35 m)で白い石造りのこの塔は典型的なニューイングランドの構造に似ている。主要な幹線道路からのアクセスが容易であるため、多くの一般市民が訪れている。
この灯台とその周辺はカリフォルニア州立公園のピジョンポイント灯台歴史公園(Pigeon Point Light Station State Historic Park)として保存されている。灯台は国家歴史登録財やカリフォルニア歴史的建造物に指定されている。
E. W. Scripps Companyのロゴにも使われている。

## 歴史

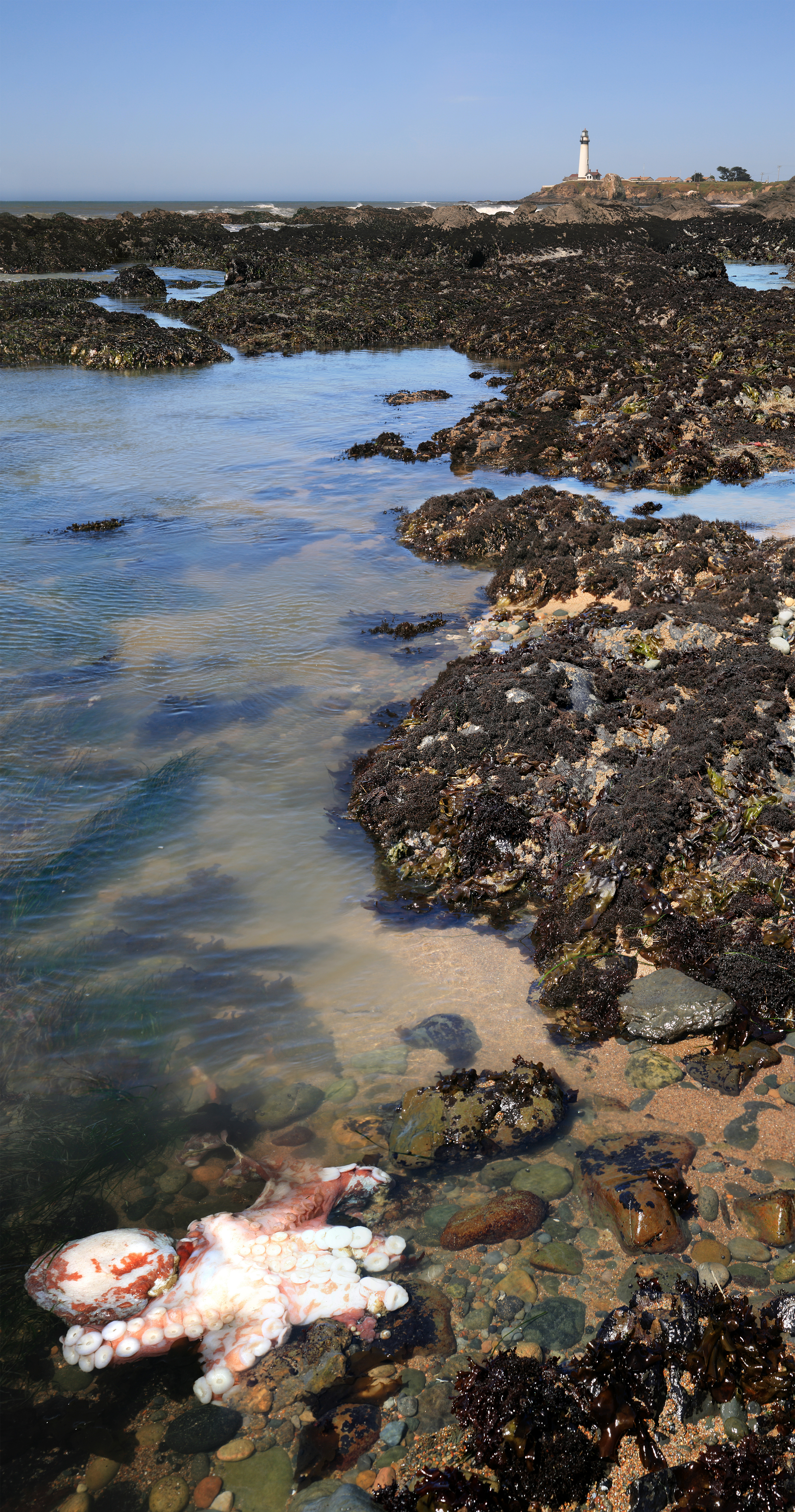
ピジョンポイント灯台とタイドプール

太平洋岸にある最も美しい灯台の1つである。岩がちの岬の上に立っており、長きにわたって南からサンフランシスコ湾に来る船のランドマークとなっている。この岬、そしてそこにある灯台は1853年にここで難破した船キャリア・ピジョンに由来している。
灯室には1000ワットのフレネルレンズが設置されていたが、現在はない。実演的な目的ではもう照らされていないレンズは、24個のフラッシュパネルを有し、1008個の手で研磨されたレンズとプリズムで構成され、ロウソク50万本以上のパワーの照明を生成することができる。これはフランス、パリのヘンリー・ラプラス社により製造され、1872年11月15日の日没時にピジョンポイントで最初に点灯された。
元々は精製されたラード油（ブタの脂肪）を燃やすランプがつけられていた。1888年にそのランプは鉱物油（ケロシン）ランプに取り換えられた。10秒ごとに1つの白色光の割り当てられた特性を作り出すために、1トンのレンズが4分に1回転した。遠くから見ると、10秒に1回白色光が出るように見えた。レンズの回転はもともと時計仕掛けで45ポンド (20 kg) の重りで動かされていた。1926年に電化された。現代的な技術革新が行われ、灯油のIOVランプは1000ワットの電球に置き換えられ、電動モータによる時計機構と電気で動く霧信号所がようやく設置された。カリフォルニアの歴史的建造物番号930に指定されている。1972年、アメリカ沿岸警備隊は灯台の前に24-インチ (610 mm) のエアロビーコンを取り付け（現在はより小さいものに取り換えられている）、正式にフレネルレンズを通常は使わないものとした。1次フレネルレンズは1872年の初点灯日である11月中旬（11月15日にもっとも近い土曜日）に普通行われるレンズ照明の年間行事など特別な行事を祝うためにも点灯されることはない。レンズは2011年11月に灯台の上部から取り外され、現在は灯台の台座に隣接する霧信号所の建物に展示されている。レンズ室の外、100-フート (30 m) の塔上部の小さなベランダに載せられ6本のビームで回転する光は、現在でも航海に役立っている。近年、レンズを取り外した人々から得られた最新情報によりレンズ重量の値が更新された。長らく4トンと報告されていたが、実際にはその値はレンズの完全な出荷重量とその回転時計の機構であり、正しい値はレンズ重量が1トン、時計が1トン、それを入れるための78の輸送用の木箱が2トンで、合計で4トンと改めて報告された。
構造物の上部にある金属歩道を支えるレンガ造りが崩壊しているため、2001年12月よりツアーでは入ることができない。鉄よりも鋳鉄が使われ、鋳鉄は鉄のように水を反撥するのでなく水を窮するという不幸な結果をもたらした。よって歩道はひどく錆び、灯台の土台にある主要な拘束リングバンドも同じようになってしまった。カリフォルニア州立公園の組織は修理を約束しているが、資金が手に入ったとしても修理が完了するまでに7年から10年かかると推定されている。2010年7月、Anna G. Eshoo (D-Palo Alto) 議員は自身が2011年度内部及び環境充当法（Fiscal Year 2011 Interior and Environment Appropriations Act）に基づき要請した340万ドルのうち、灯台の上部を修復するために25万ドルが配分されると発言している。
復元された灯台守の住宅は、1960年代半ばより旅行者のユースホステルとしても利用されている。このホステルはHI USAにより運営されている。Hi USAは若者がユースホステルに宿泊することを通じて世界とその人々をより深く理解できるよう支援する非営利団体である。灯台の北にある4棟の3つのベッドのある家は、すべての年齢層のグループや個人旅行者が宿泊している。各家に男性用・女性用の二段部屋と個室のオプションがある。世界各地からの来るホステルのゲストは異文化間の交流を促進するためにキッチンとリビングを共有する。夕方に屋外の温水浴槽をレンタルすることができる。

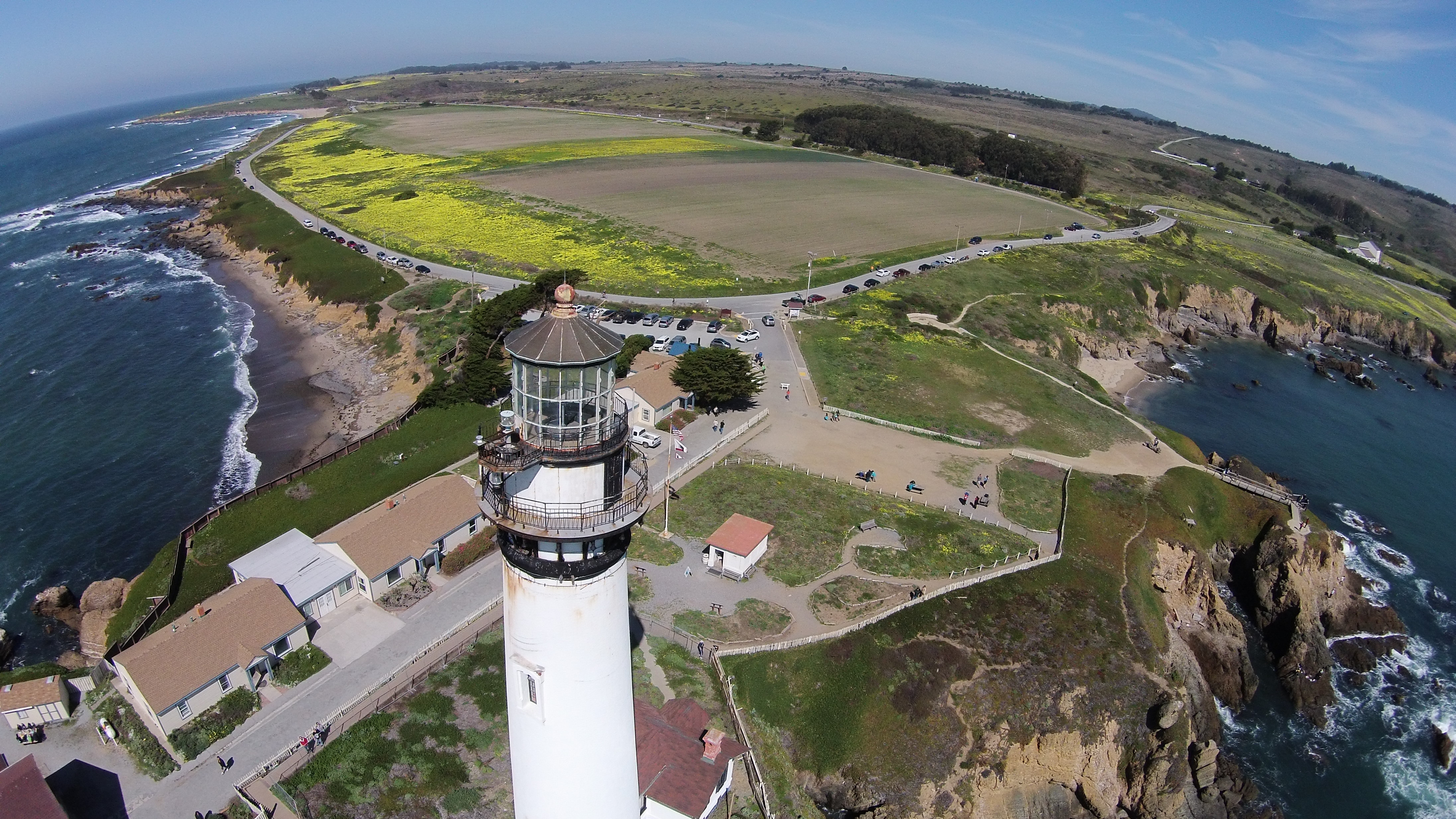
ピジョンポイント灯台とその周辺の海岸線を写した空中写真

## イメージギャラリー

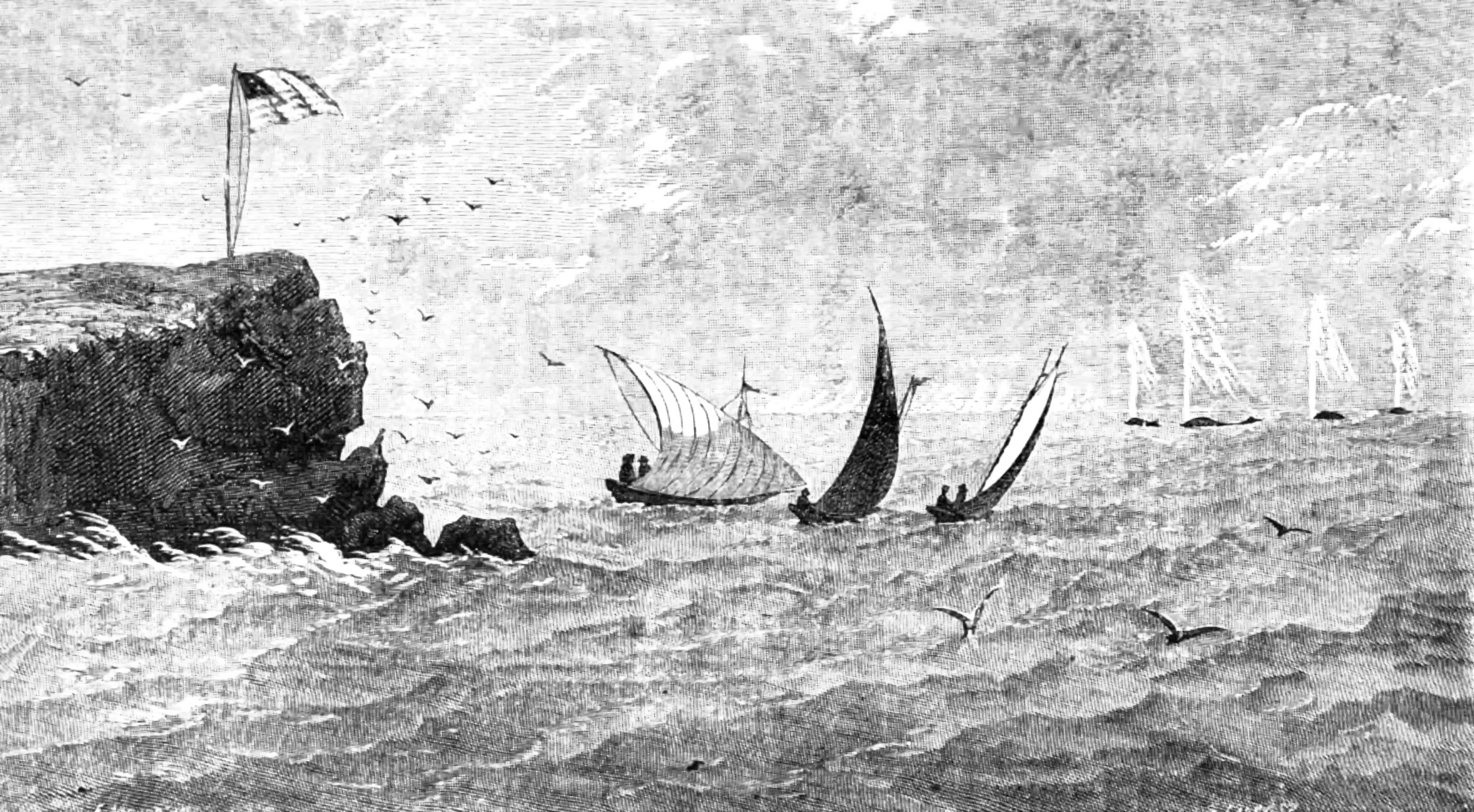
建設前1870年代のピジョンポイント
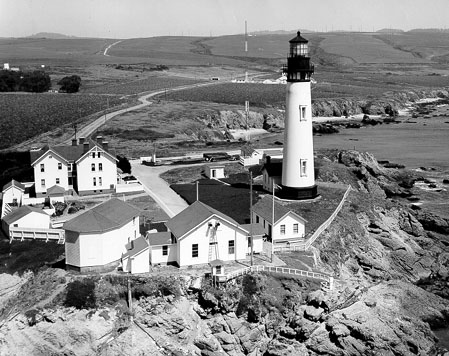
アメリカ沿岸警備隊のアーカイブ写真
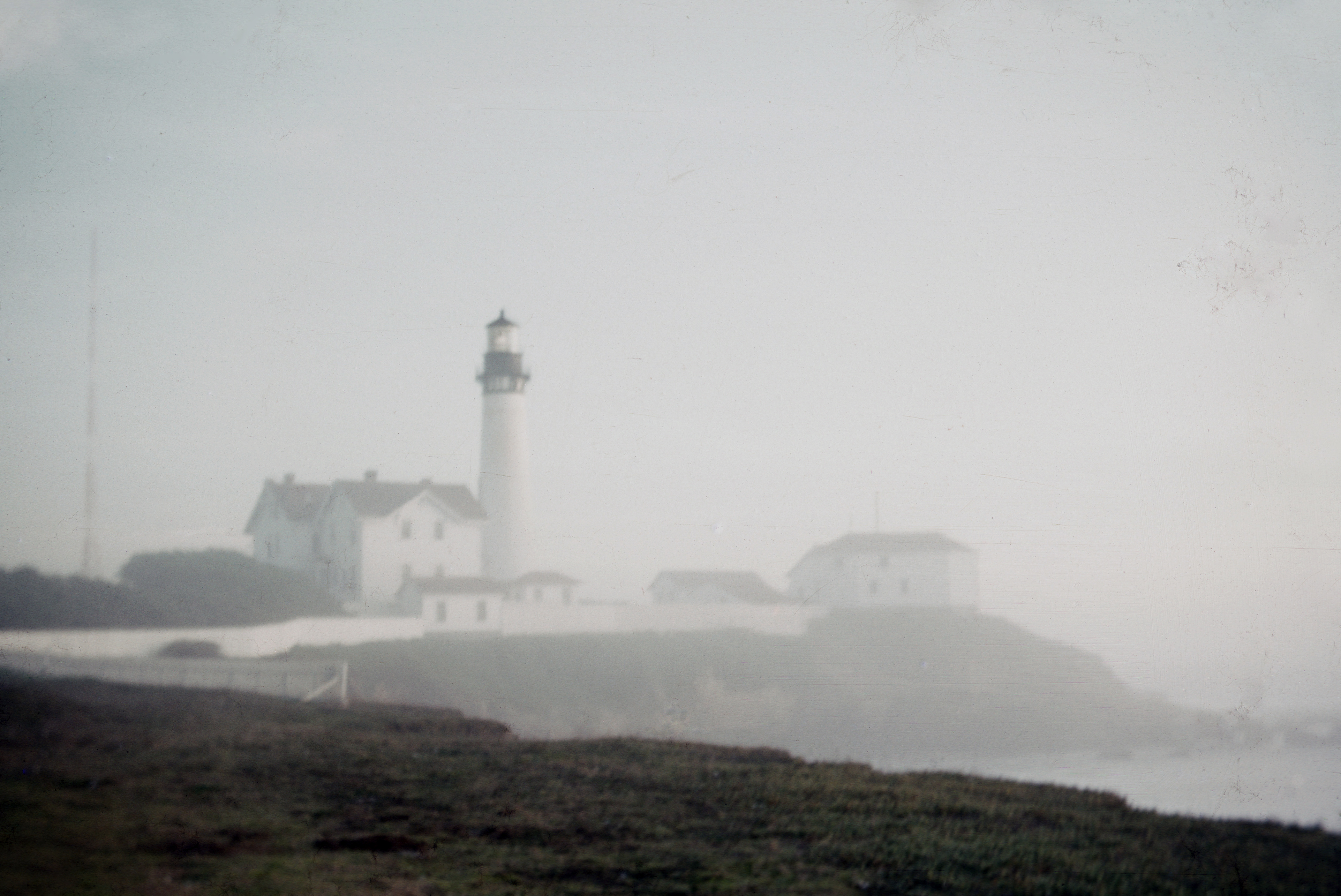
フレネルレンズと霧信号などがフル稼働しているおよそ1950年ごろに撮られた写真
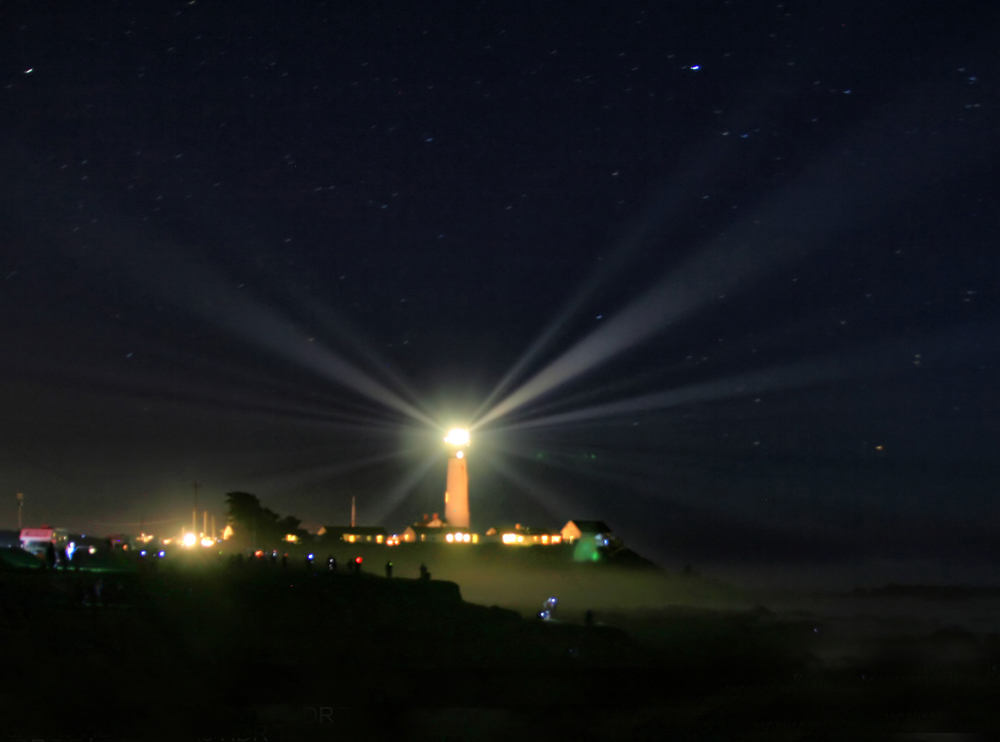
点灯しているピジョンポイント灯台
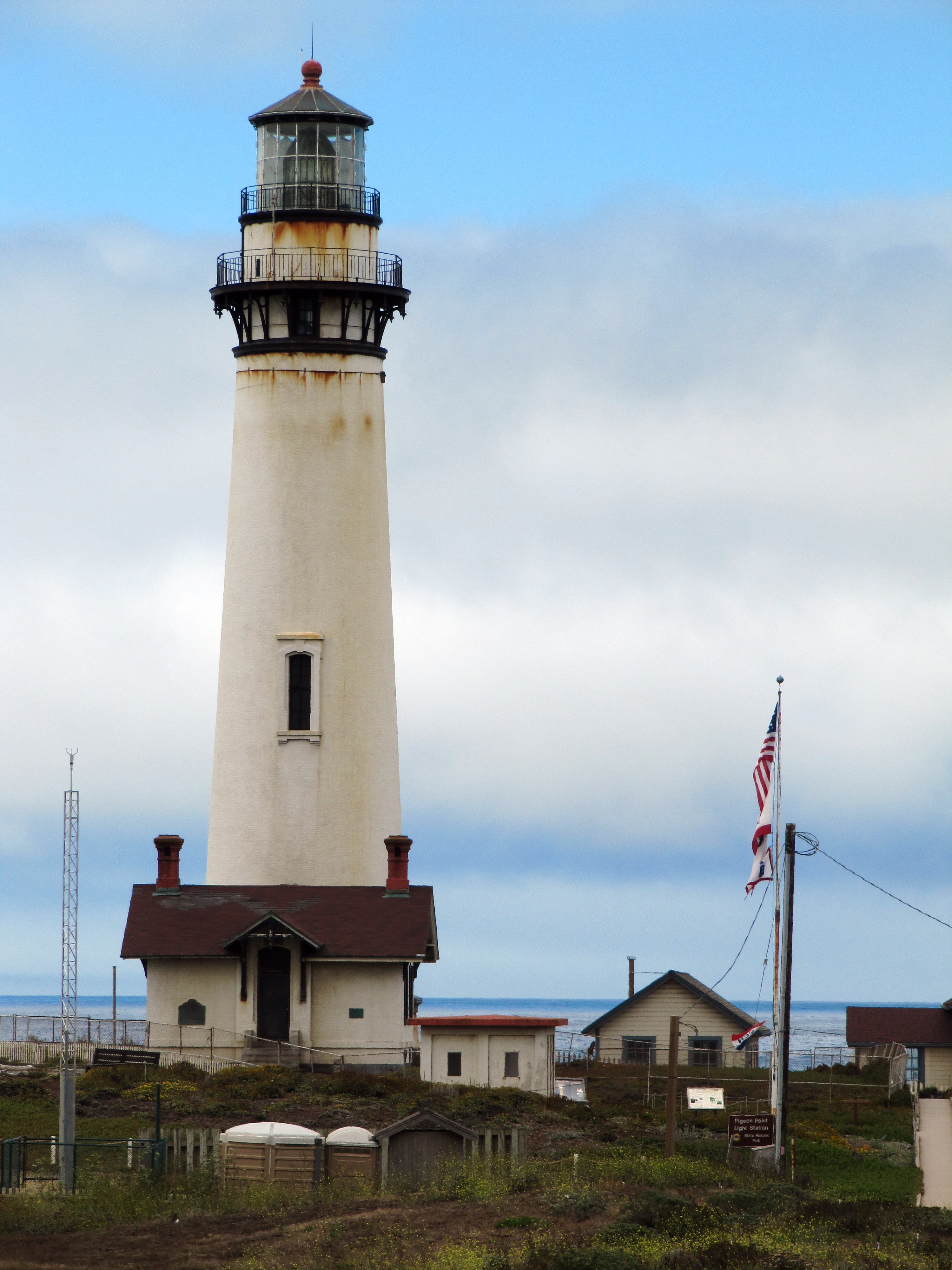
夏の太平洋沿岸
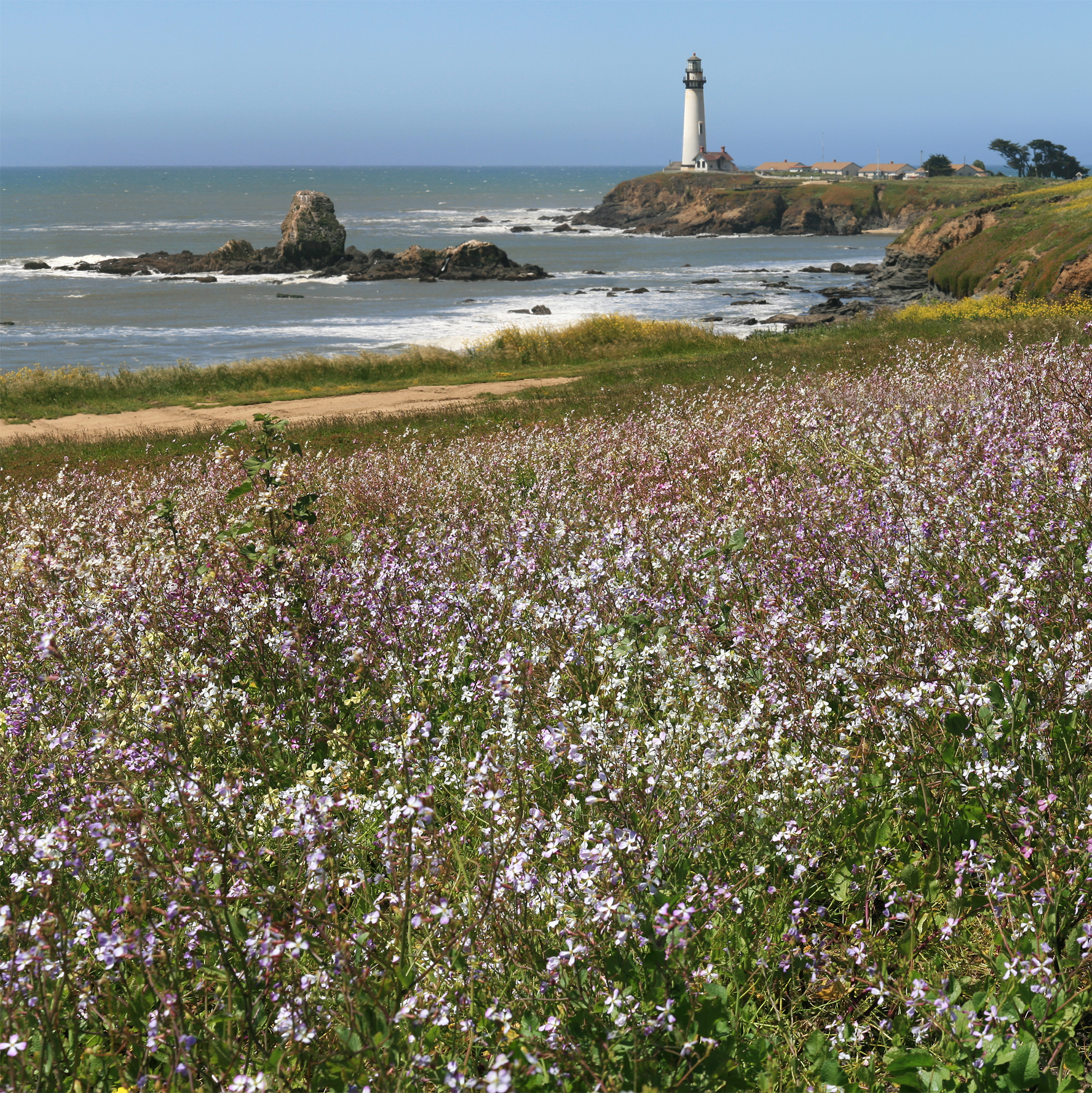
野生の花とピジョンポイント灯台（南から）
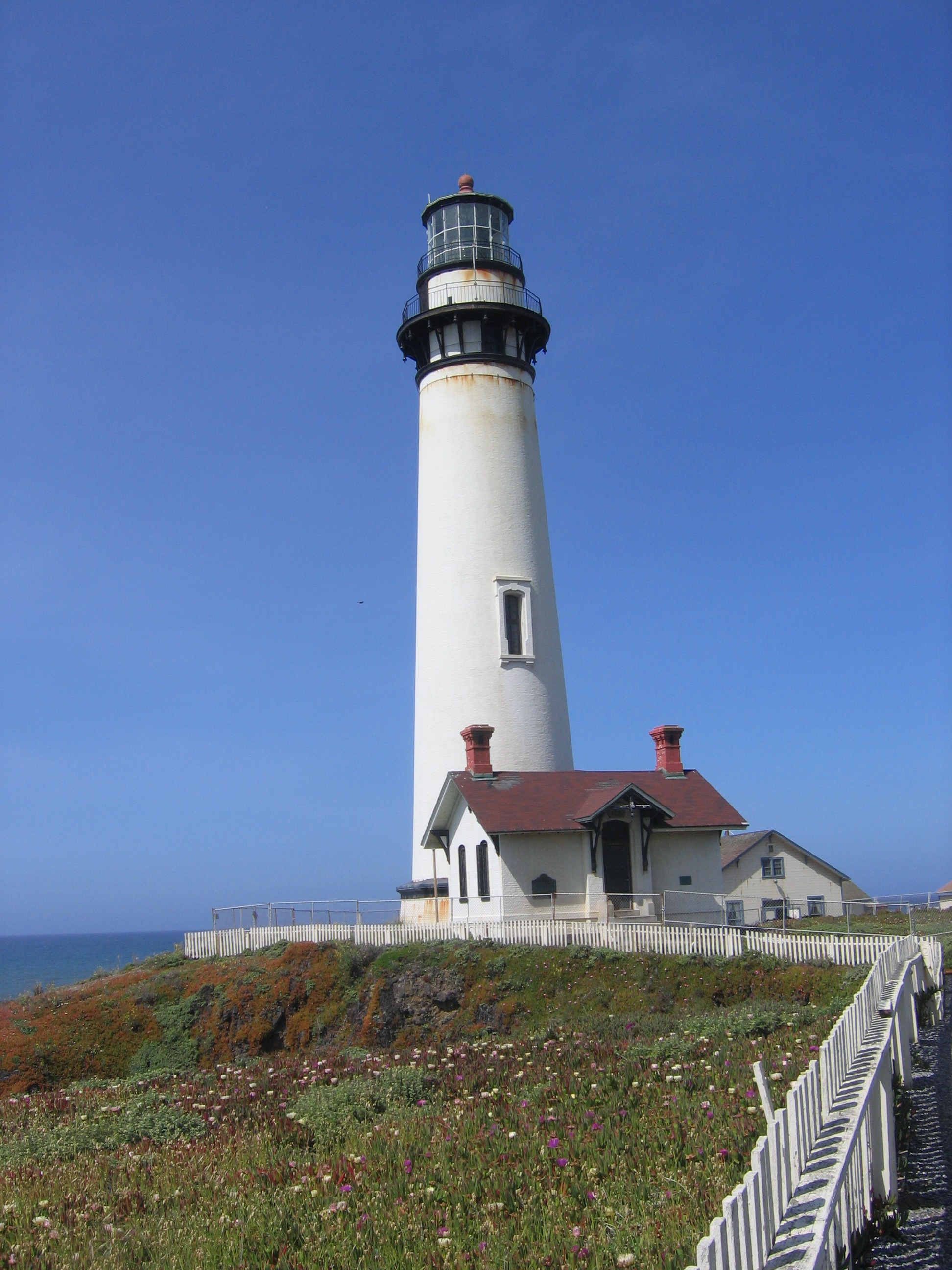
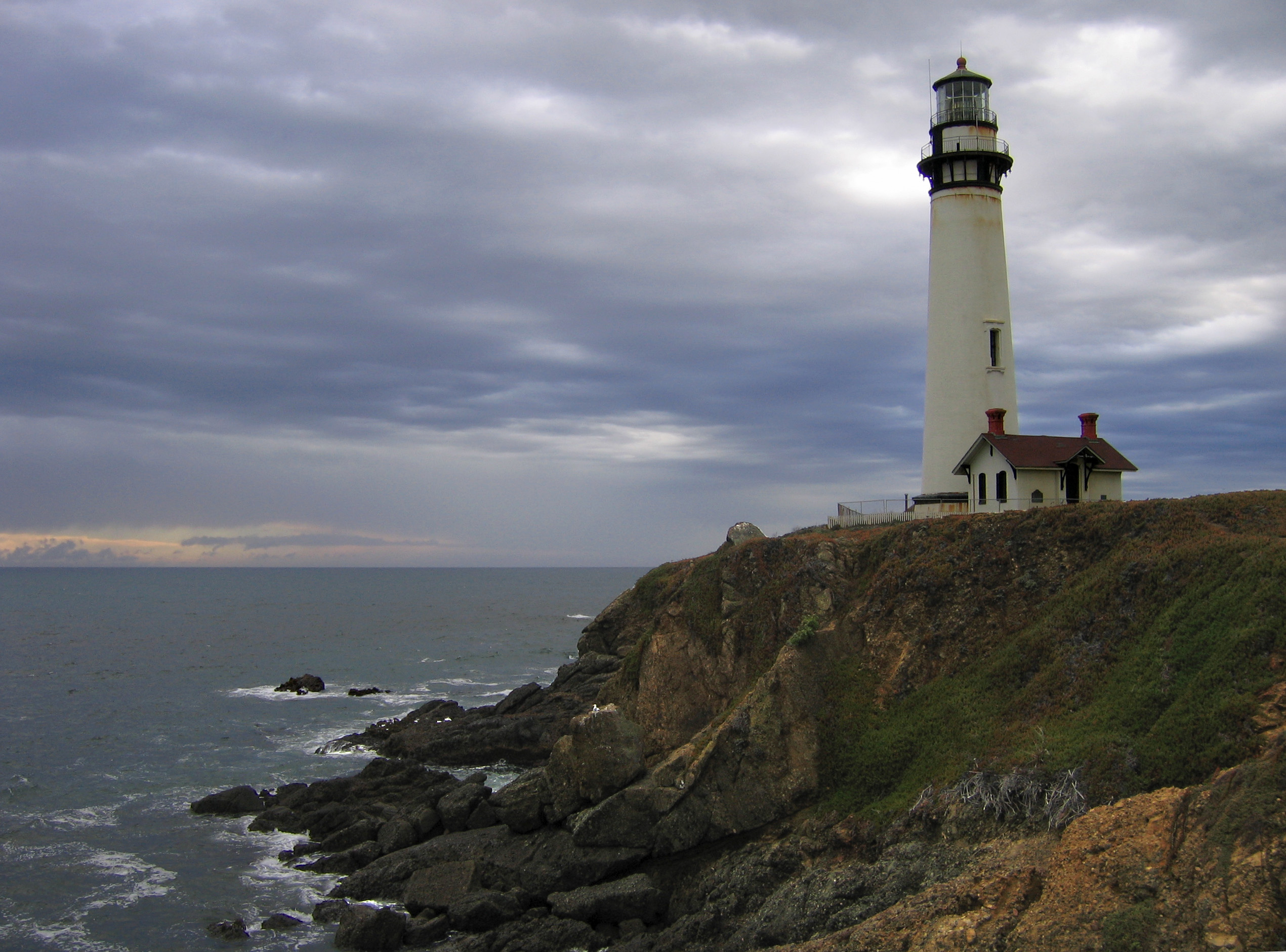
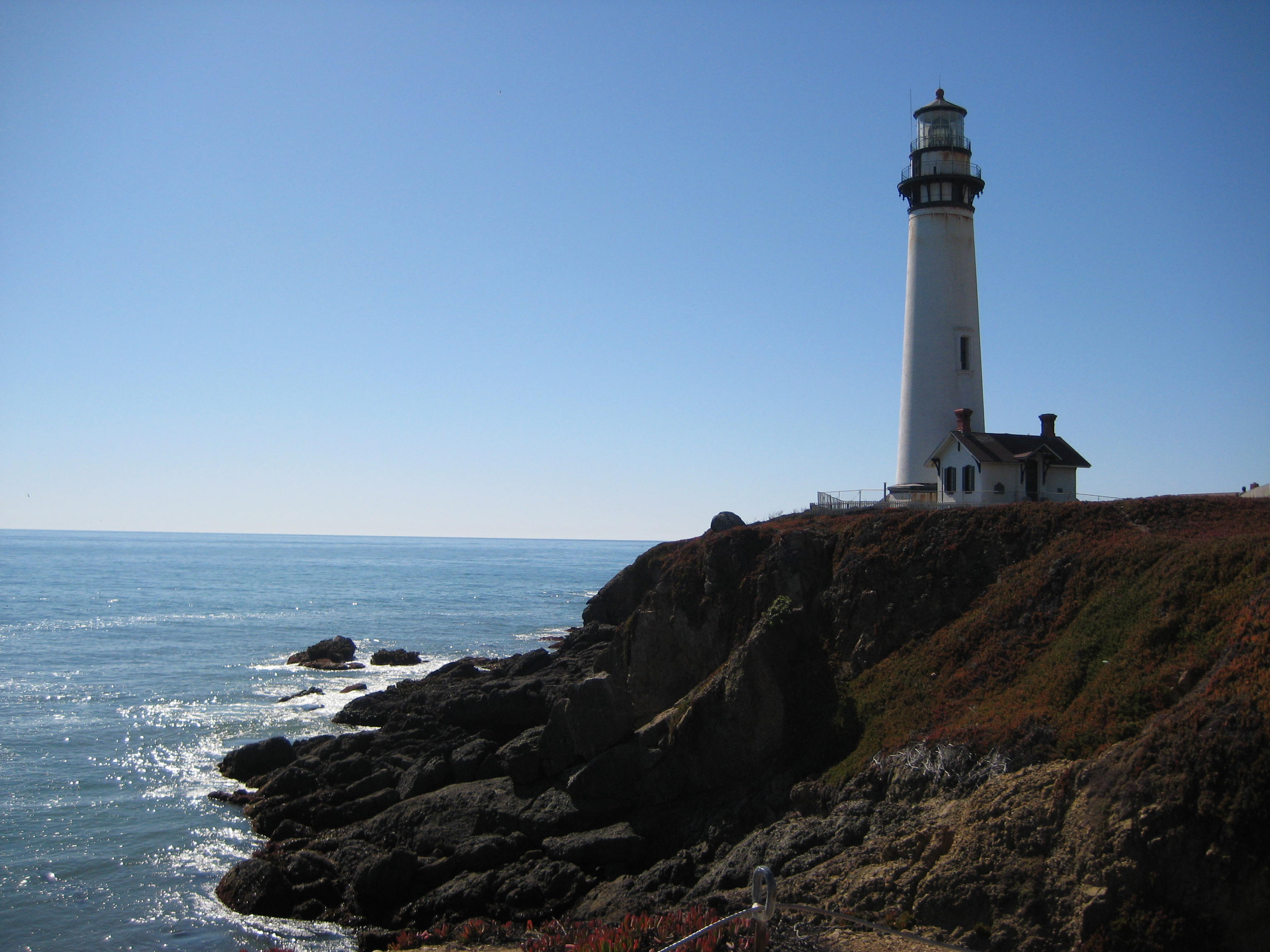
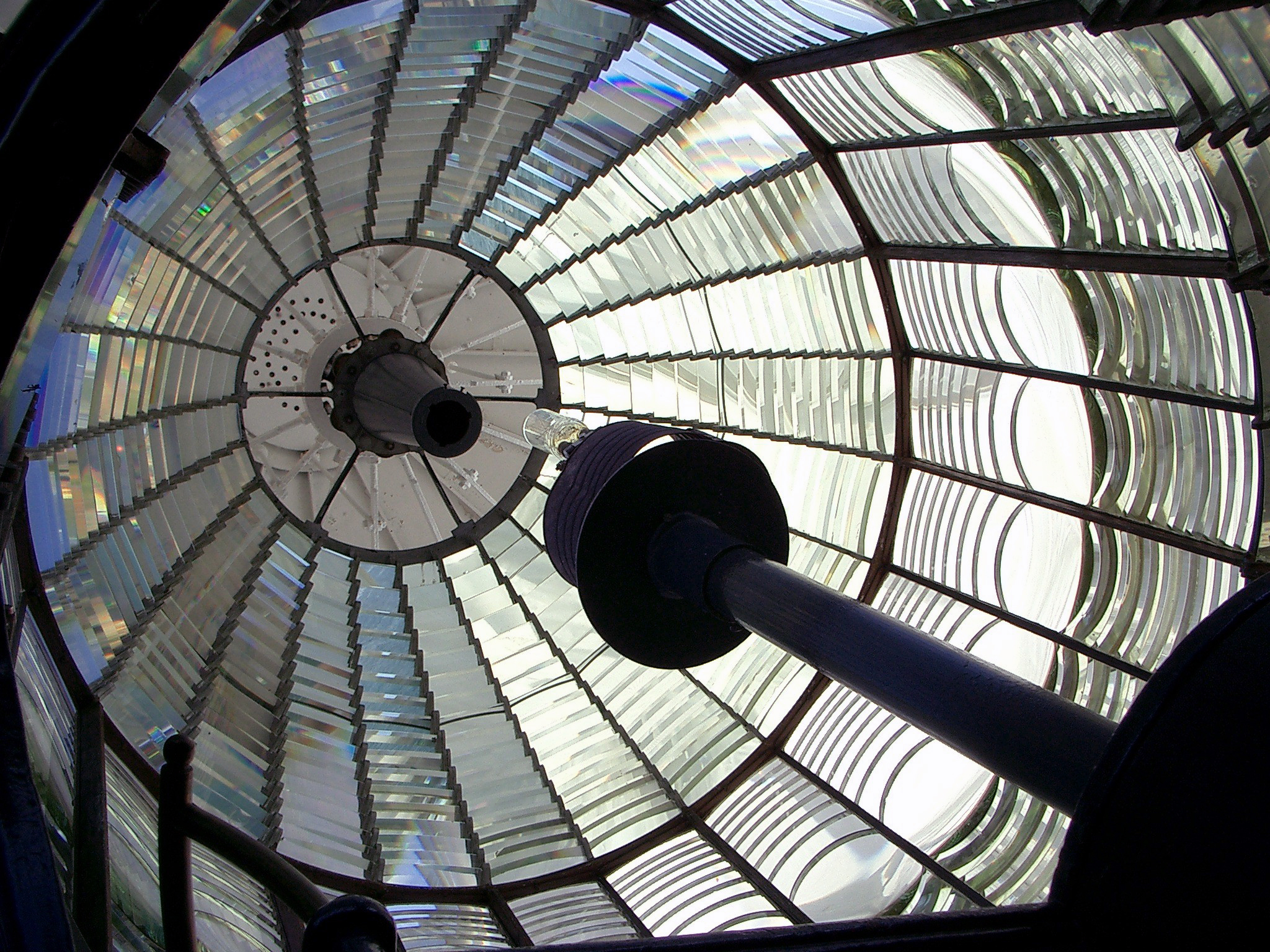
ピジョンポイント灯台、フレネルレンズを内から見た写真
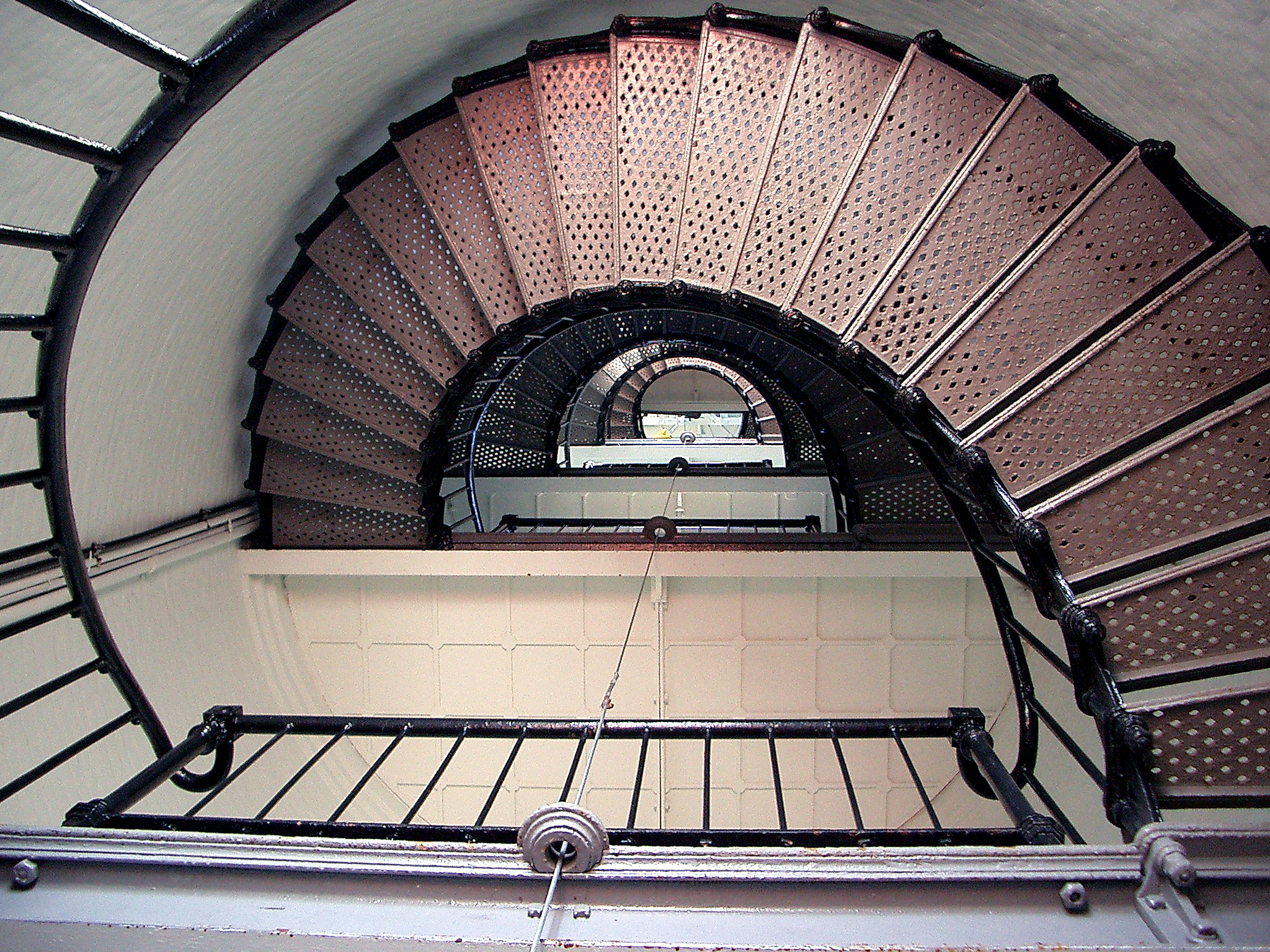
ピジョンポイント灯台の塔の中にある階段
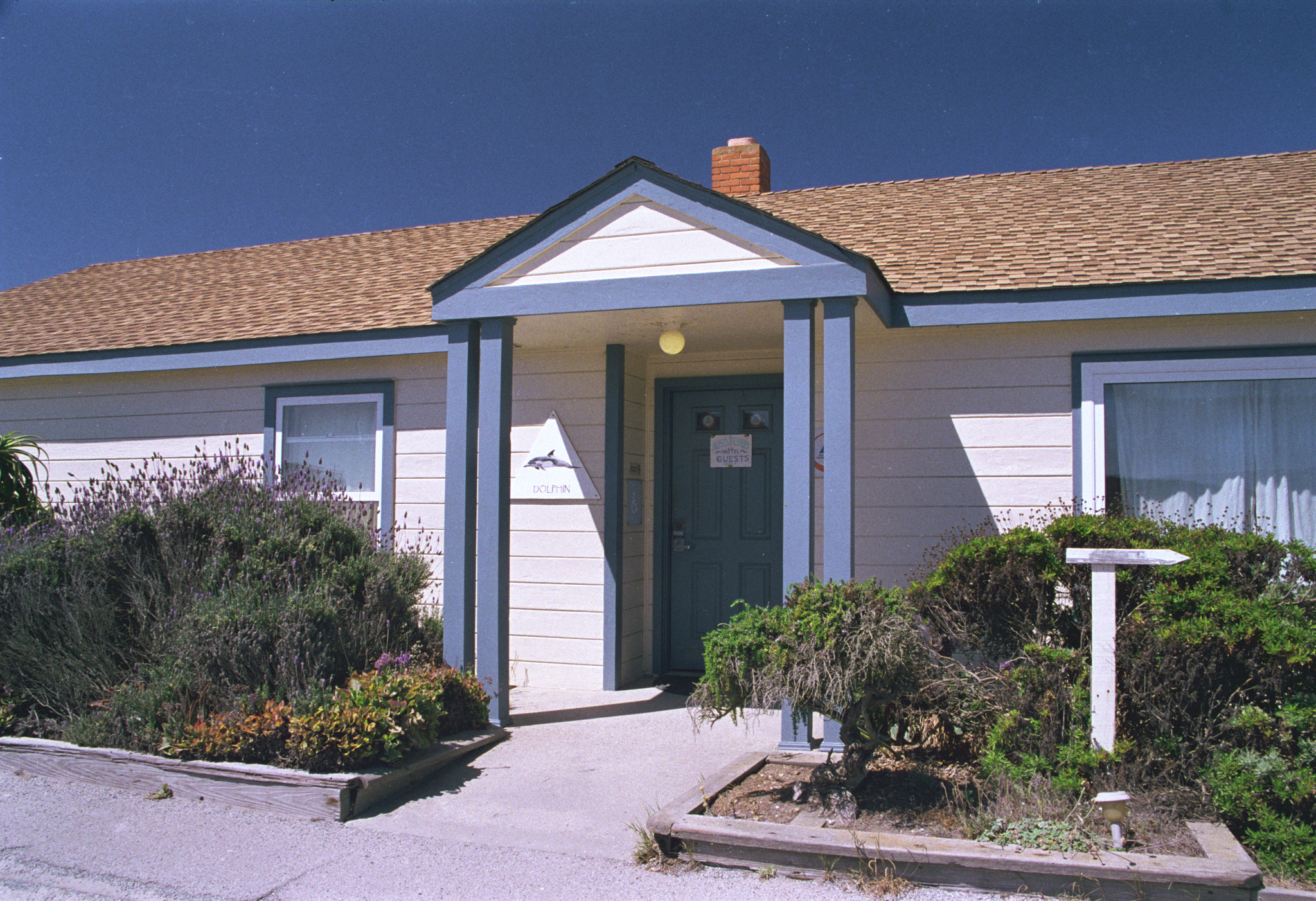
ピジョンポイント灯台のホステル
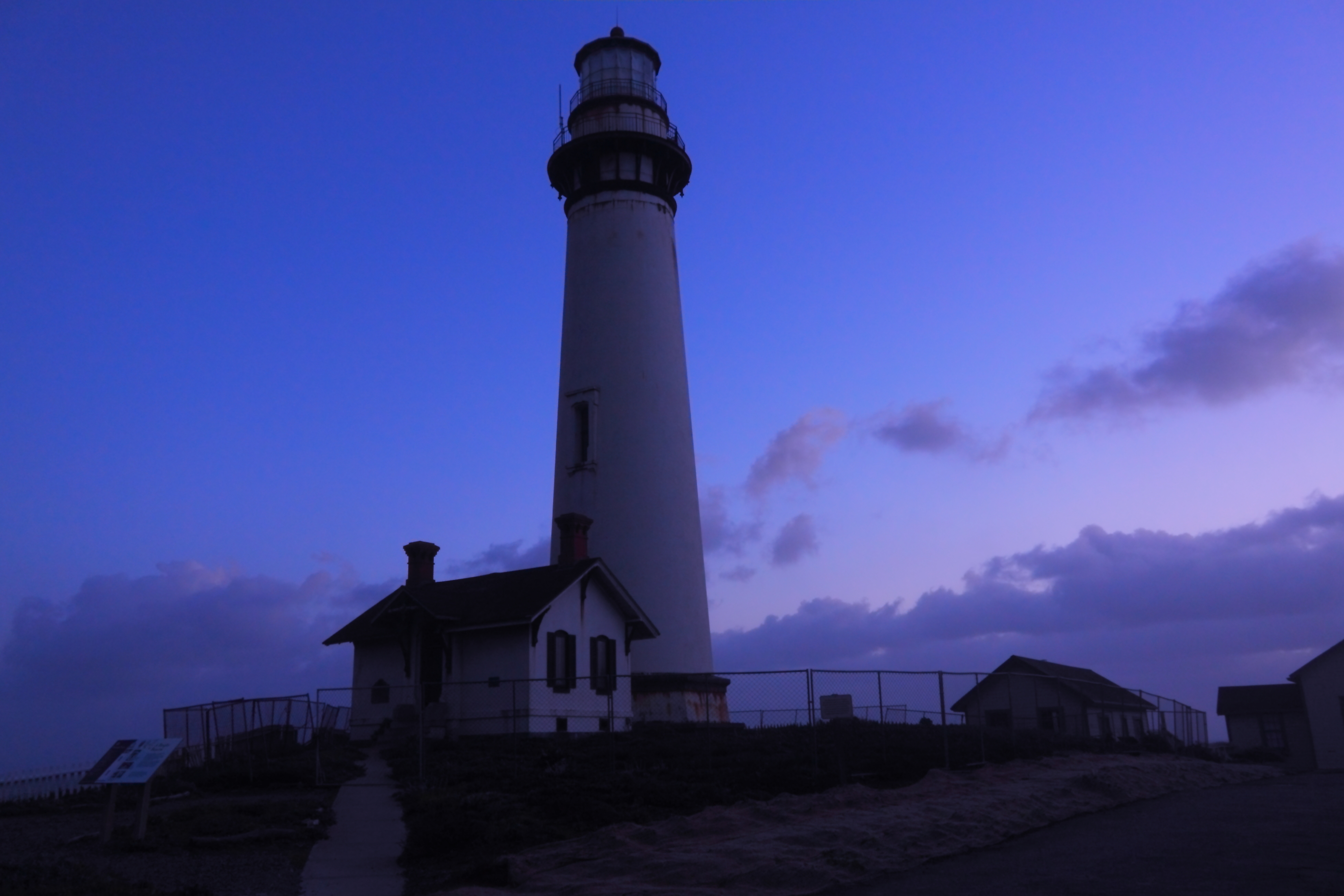
Sutanu Mandalによるブルーアワーの時に撮られたピジョンポイント灯台